# Émeutes de Philadelphie de 1844

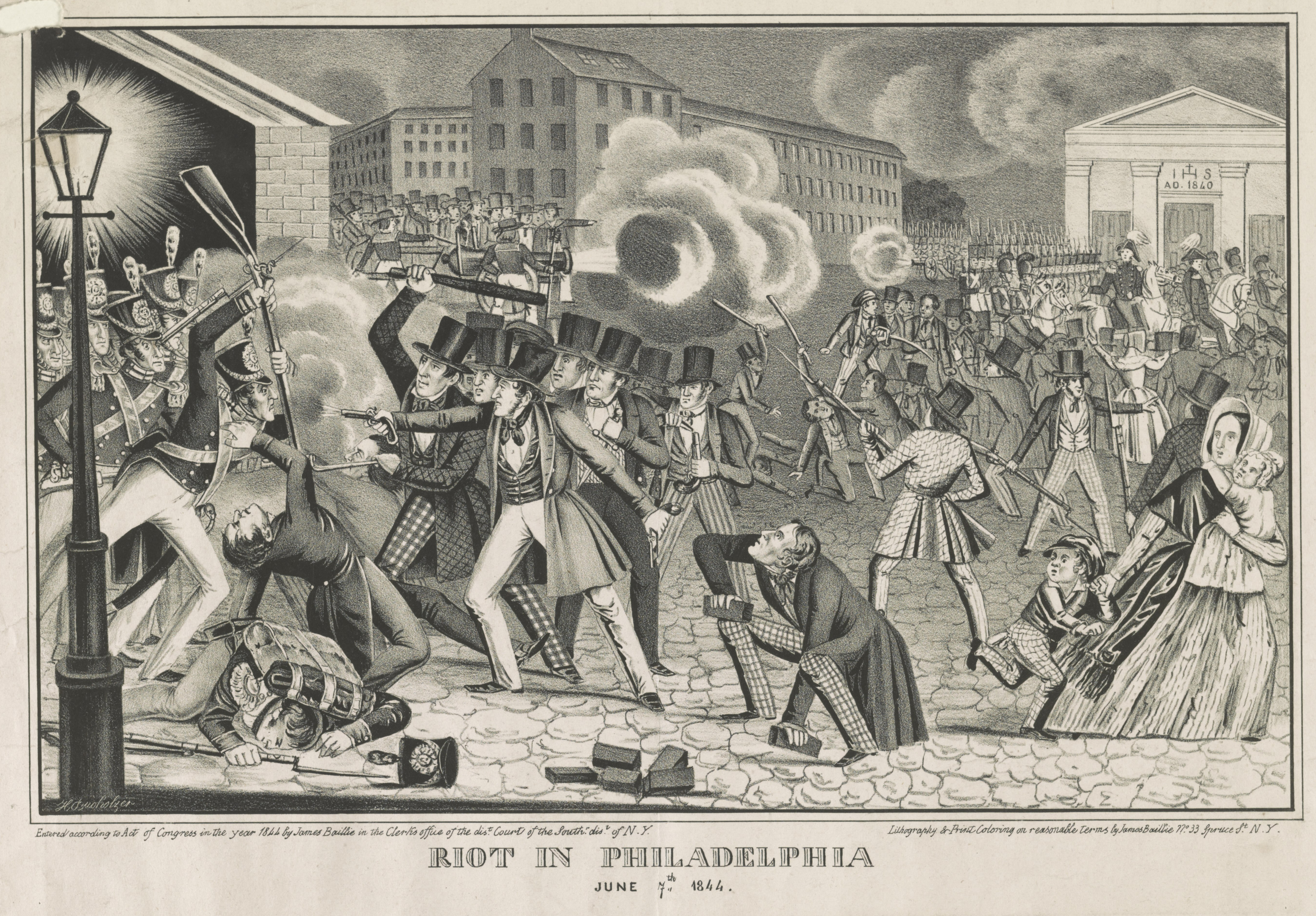
Les forces de l'ordre s'opposant aux émeutiers le 7 juillet 1844 à Southwark (Philadelphie).

Les émeutes de Philadelphie de 1844, dites « émeutes nativistes » (Nativist Riots), ou « émeutes de la Bible » (Bible Riots), sont des émeutes meurtrières qui eurent lieu dans la ville de Philadelphie aux États-Unis du 6 au 8 mai 1844 et les 6 et 7 juillet 1844. Elles se sont aussi étendues aux districts de Kensington et de Southwark. Ces émeutes sont provoquées par le sentiment anti-catholique des premiers colons protestants et des nativistes à l'égard des immigrés irlandais de plus en plus nombreux. Le gouvernement envoie des forces armées. Les émeutes et la répression aboutissent à une douzaine de morts et des centaines de blessés.
Cinq mois avant les émeutes, les  nativistes répandent la rumeur que les catholiques veulent enlever la Bible des écoles publiques. Les nativistes manifestent à Kensington le 6 mai 1844, puis se mettent en marche dans la ville commettant des actes de violence et détruisant par le feu deux églises catholiques : l'église Saint-Michel et l'église Saint-Augustin, et nombre de maisons appartenant à des catholiques. Les émeutes reprennent en juillet lorsque la foule apprend qu'il y a des armes à l'église Saint-Philippe-Néri de Southwark pour se protéger. Des combats éclatent entre les nativistes et les forces de l'ordre qui aboutissent à de nombreux morts et blessés. 
Le diocèse de Philadelphie attaque la municipalité en justice et gagne quelques indemnités pour restaurer ses églises. Les émeutes servent finalement à la loi de consolidation de 1854 et à des réformes de l'organisation de la police locale.